# Сікори (Куявсько-Поморське воєводство)
Сікори (пол. Sikory) — село в Польщі, у гміні Рипін Рипінського повіту Куявсько-Поморського воєводства.
Населення — 161 особа (2011).
У 1975-1998 роках село належало до Влоцлавського воєводства.

## Демографія
Демографічна структура станом на 31 березня 2011 року:
|          | Загалом | Допрацездатний вік | Працездатний вік | Постпрацездатний вік |
| -------- | ------- | ------------------ | ---------------- | -------------------- |
| Чоловіки | 88      | 16                 | 57               | 15                   |
| Жінки    | 73      | 12                 | 46               | 15                   |
| Разом    | 161     | 28                 | 103              | 30                   |